# Carex taihuensis
Carex taihuensis är en halvgräsart som beskrevs av S.W.Su och S.M.Xu. Carex taihuensis ingår i släktet starrar, och familjen halvgräs. Inga underarter finns listade i Catalogue of Life.